# 川村琢
川村 琢（かわむら みがく、1908年3月28日 - 1993年3月19日）は、日本の農学者・経済学者。学位は、経済学博士（東北大学・論文博士・1961年）（学位論文「農産物の商品化構造」）。昭和期の農業経済学の大家。北海道大学名誉教授。1990年勲三等瑞宝章受章。秋田県大曲市生まれ。

## 人物
1929年弘前高等学校卒業。1932年東北帝国大学法文学部経済学科卒業。
同法文学部助手。1934年北海道帝国大学農学部助手。1940年北海道農業研究会常任幹事。
1942年治安維持法違反容疑で拘禁（北海道農業研究会事件）。1945年GHQ指令で釈放。
北海道農業会農業経営調査課長。1948年北海道信用農業協同組合連合会参事。1949年各種学校北海学院専任講師。1950年北海道大学法文学部予科専任講師。1953年北海道大学農学部専任講師。1959年同農学部助教授。
1961年、学位論文「農産物の商品化構造」で東北大学より経済学博士の学位を取得。 
1962年北海道大学農学部農業経済学第三講座教授。・同大学院農学研究科教授。1963年北海道大学評議員（～1971年）。1971年同農学部長。同停年退官。同名誉教授。
札幌商科大学商学部教授。1972年北海学園大学経済学部教授。1973年公益法人北海道経済研究所理事長。1975年3月日本社会党や日本共産党の推薦を受けて札幌市長選挙に出馬するも得票数217,024票で落選。1979年北海学園大学開発研究所所長（～1982）。1982年北海学園大学退職。
1990年、勲三等瑞宝章受章。

## 研究領域
専門は、農業経済学・マルクス経済学。特に農産物市場論を研究。

## 恩師
東北帝国大学助手時代は宇野弘蔵に師事し、北海道帝国大学助手時代は高岡熊雄に師事した。

## 主著
- 『農産物の商品化構造』（三笠書房、1960年）
- 『主産地形成と商業資本』（北海道大学図書刊行会、1971年）
- 湯沢誠と共著『現代農業と市場問題』（北海道大学図書刊行会、1976年）
- 農政史研究会編『戦後北海道農政史』（分担執筆、農山漁村文化協会、1976年）
- 湯沢誠・美土路達雄と共編『農産物市場論　全三巻』（農山漁村文化協会、1977年）